# Microweisea minuta
Microweisea minuta är en skalbaggsart som först beskrevs av Thomas Casey 1899.  Microweisea minuta ingår i släktet Microweisea och familjen nyckelpigor. Inga underarter finns listade i Catalogue of Life.